# Pseudotachidius jubanyensis
Pseudotachidius jubanyensis is een eenoogkreeftjessoort uit de familie van de Pseudotachidiidae. De wetenschappelijke naam van de soort is voor het eerst geldig gepubliceerd in 1999 door Veit-Köhler & Willen.